# Hubert Coeck
Hubertus Guilielmus Coeck (Niel, 31 december 1871 – aldaar, 2 mei 1944) was een Belgisch kunstschilder.
Coeck studeerde aan de Koninklijke Academie en aan het Hoger Instituut voor Schone Kunsten te Antwerpen, onder Albrecht De Vriendt, en de leerkrachten Rogier en Piet Verhaert en Pieter Van der Ouderaa. Coeck werd in 1900 aangesteld als directeur aan de tekenscholen te Wilrijk en in 1908 te Niel. Tijdens de Eerste Wereldoorlog vertrok Coeck naar Frankrijk van 1915 tot 1918, naar de Middellandse Zee, waar hij graaf Louis de Montalbo ontmoette, uit San Marino, en waarvoor hij een aantal opdrachten uitvoerde. Na de wapenstilstand keerde Coeck terug naar België en hernam hij zijn vroegere functie als bestuurder. Toch keerde hij nog regelmatig terug naar Nice, Monaco, San Remo en Menton.
Coeck maakte naam met het portretteren van zijn dorpsgenoten en het weergeven van dorps- en streekgezichten. Zijn productie was erg omvangrijk en af en toe deed hij ook aan decoratieschilderen. In sommige huizen in de streek decoreerde hij kamers en veranda’s, maar ook elders gebeurde dat, zoals het Edentheater te Nice. Zijn faam is ook doorgedrongen in Nederland en veel van zijn doeken vonden hun weg naar Breda en omstreken. Bovendien bevinden zich nog 17 schilderijen van hem in de Verenigde Staten en een kruisweg in de missiekerk van Calcutta.